# Współczesne czarownictwo
Współczesne czarownictwo (ang. Witchcraft Today) – książka napisana przez inicjatora ruchu Wicca, Geralda Gardnera. Opublikowana w 1954 roku, jest zapisem przemyśleń Gardnera nad historią czarostwa oraz praktykami czarownic, z którymi autor spotkał się latach 30. XX wieku w Anglii. Dziś Witchcraft Today jest jednym z podstawowych tekstów Wicca, wraz z drugą książką Gardnera The Meaning of Witchcraft.
Gardner zbiera materiały z innych źródeł, aby poprzeć "fragmentaryczną" tradycję, do której został dopuszczony; do owych źródeł należą teorie Margaret Murray dotyczące paneuropejskiego kultu czarownic oraz Aradia. Ewangelia czarownic Charlesa Godfreya Lelanda. Gardner powtarza również mocno przesadzoną tezę, popieraną przez innych autorów, jakoby europejskie prześladowania czarownic zabrały życie ponad 9 milionom ludzi.
Książka w języku polskim ukazała się nakładem wydawnictwa Okultura (wydanie I: 2010 rok, ISBN 978-83-88922-28-2, tłum. Oskar Majda).